# Miabi
Miabi – miasto w Demokratycznej Republice Konga, w prowincji Kasai Wschodnie.